# Svenska Superligan 2016/17 der Frauen
Die Svenska Superligan 2016/17 ist die 21. Austragung der Schwedischen Unihockeymeisterschaft der Frauen.

## Meisterschaft

### Hauptrunde
An der Meisterschaft nehmen 14 Mannschaften teil. Die ersten Acht spielen die Playoffs. Für die Mannschaften, welche ihre Saison zwischen dem 9. und 12. Rang beenden, endet die Saison. Die beiden letzten Mannschaften der regulären Saison steigen direkt in die Allsvenskan ab.

#### Teilnehmer
| Mannschaften           | Stadt     |
| ---------------------- | --------- |
| Endre IF               | Visby     |
| FBC Kalmarsund         | Kalmar    |
| FBC Uppsala            | Uppsala   |
| IBK Dalen              | Umeå      |
| IKSU                   | Umeå      |
| KAIS Mora IF           | Mora      |
| Karlstad IBF           | Karlstad  |
| Linköping IBK          | Linköping |
| Malmö FBC              | Malmö     |
| Pixbo Wallenstam IBK   | Mölnlycke |
| Rönnby Västerås IBK    | Västerås  |
| Täby FC IBK            | Täby      |
| Tyresö Trollbäcken IBK | Tyresö    |
| Warberg IC             | Varberg   |

#### Tabelle
|     | Mannschaft             | Sp | S  | O (SD) | V  | T   | T   | TD   | P  |
| --- | ---------------------- | -- | -- | ------ | -- | --- | --- | ---- | -- |
| 1.  | IKSU                   | 26 | 24 | 1 (1)  | 1  | 215 | 84  | 131  | 74 |
| 2.  | KAIS Mora IF           | 26 | 18 | 3 (1)  | 5  | 172 | 102 | 70   | 58 |
| 3.  | Täby FC IBK            | 26 | 17 | 4 (2)  | 5  | 170 | 112 | 58   | 57 |
| 4.  | Pixbo Wallenstam IBK   | 26 | 14 | 4 (3)  | 8  | 136 | 86  | 50   | 49 |
| 5.  | Endre IF               | 26 | 13 | 5 (2)  | 8  | 113 | 97  | 16   | 46 |
| 6.  | Rönnby Västerås IBK    | 26 | 13 | 5 (2)  | 8  | 127 | 114 | 13   | 46 |
| 7.  | Karlstad IBF           | 26 | 12 | 5 (2)  | 9  | 126 | 125 | 1    | 43 |
| 8.  | Malmö FBC              | 26 | 10 | 3 (0)  | 13 | 102 | 112 | -10  | 33 |
| 9.  | FBC Uppsala            | 26 | 9  | 3 (0)  | 14 | 106 | 123 | -17  | 30 |
| 10. | Linköping IBK          | 26 | 8  | 3 (3)  | 15 | 104 | 145 | -41  | 30 |
| 11. | IBK Dalen              | 26 | 6  | 7 (2)  | 13 | 83  | 112 | -29  | 27 |
| 12. | Warberg IC             | 26 | 8  | 1 (0)  | 17 | 105 | 162 | -57  | 25 |
| 13. | Tyresö Trollbäcken IBK | 26 | 4  | 4 (0)  | 18 | 84  | 167 | -83  | 16 |
| 14. | FBC Kalmarsund         | 26 | 0  | 4 (0)  | 22 | 67  | 169 | -102 | 4  |

### Playoffs
Das Playoff-Viertel- sowie Halbfinal werden im Modus Best-of-Five ausgetragen. Der Playoff-Final wird als Superfinal im Ericsson Globe in Stockholm ausgetragen.

#### Viertelfinal
Die ersten vier Mannschaften der regulären Saison können sich den ersten Playoff-Gegner aus den Rängen fünf bis acht auswählen. Es wählt jeweils der 1. der regulären Saison und anschließend der 2. aus den verbleibenden Mannschaften.
|                      |   |                     | Serie | 1   | 2         | 3    | 4         | 5   |
| -------------------- | - | ------------------- | ----- | --- | --------- | ---- | --------- | --- |
| Malmö FBC            | – | IKSU                | 0:3   | 1:8 | 2:8       | 6:10 | –         | –   |
| KAIS Mora IF         | – | Karlstad IBF        | 3:0   | 4:2 | 3:4 n. P. | 8:3  | –         | –   |
| Täby FC IBK          | – | Endre IF            | 3:2   | 3:7 | 4:3 n. P. | 3:2  | 3:4 n. V. | 4:3 |
| Pixbo Wallenstam IBK | – | Rönnby Västerås IBK | 3:0   | 5:3 | 6:4       | 6:2  | –         | –   |

#### Halbfinal
|              |   |                      | Serie | 1   | 2   | 3   | 4         | 5   |
| ------------ | - | -------------------- | ----- | --- | --- | --- | --------- | --- |
| IKSU         | – | Pixbo Wallenstam IBK | 3:1   | 6:2 | 4:2 | 4:5 | 3:2 n. V. | –   |
| KAIS Mora IF | – | Täby FC IBK          | 0:0   | 4:2 | 3:5 | 4:2 | 2:3       | 8:2 |

#### Superfinal
Der Superfinal vom 22. April 2017 wird vom schwedischen Fernsehsender SVT live übertragen.
| 22. April 2017 12:15 | 12:15 Uhr | IKSU 12. S. Joelsson (S. Andersson) 1:0 14. J. Eiremo (S. Joelsson) 2:0 17. F. Norström (C. Rüttimann) 3:0 14. J. Nordin (S. Joelsson) 4:1 | 4:1 (0:0, 3:1, 1:0) Spielbericht | KAIS Mora IF 20. M. Gustafsson (L. Svarfvar) 3:1 | Ericsson Globe, Stockholm Zuschauer: 10689 |